# Wiejce
Wiejce is een plaats in het Poolse district  Międzyrzecki, woiwodschap Lubusz. De plaats maakt deel uit van de gemeente Skwierzyna en telt 90 inwoners.

## Foto's

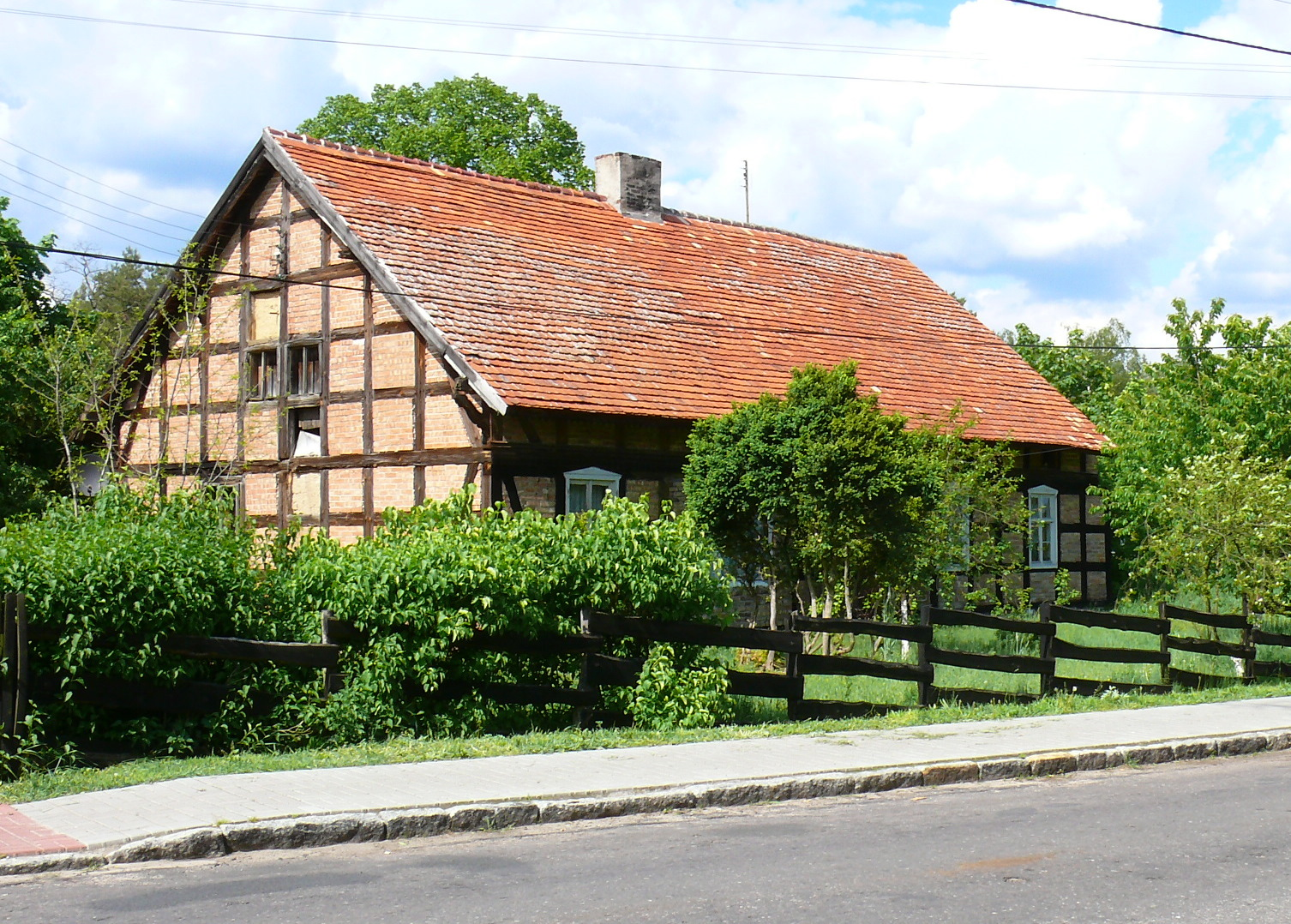
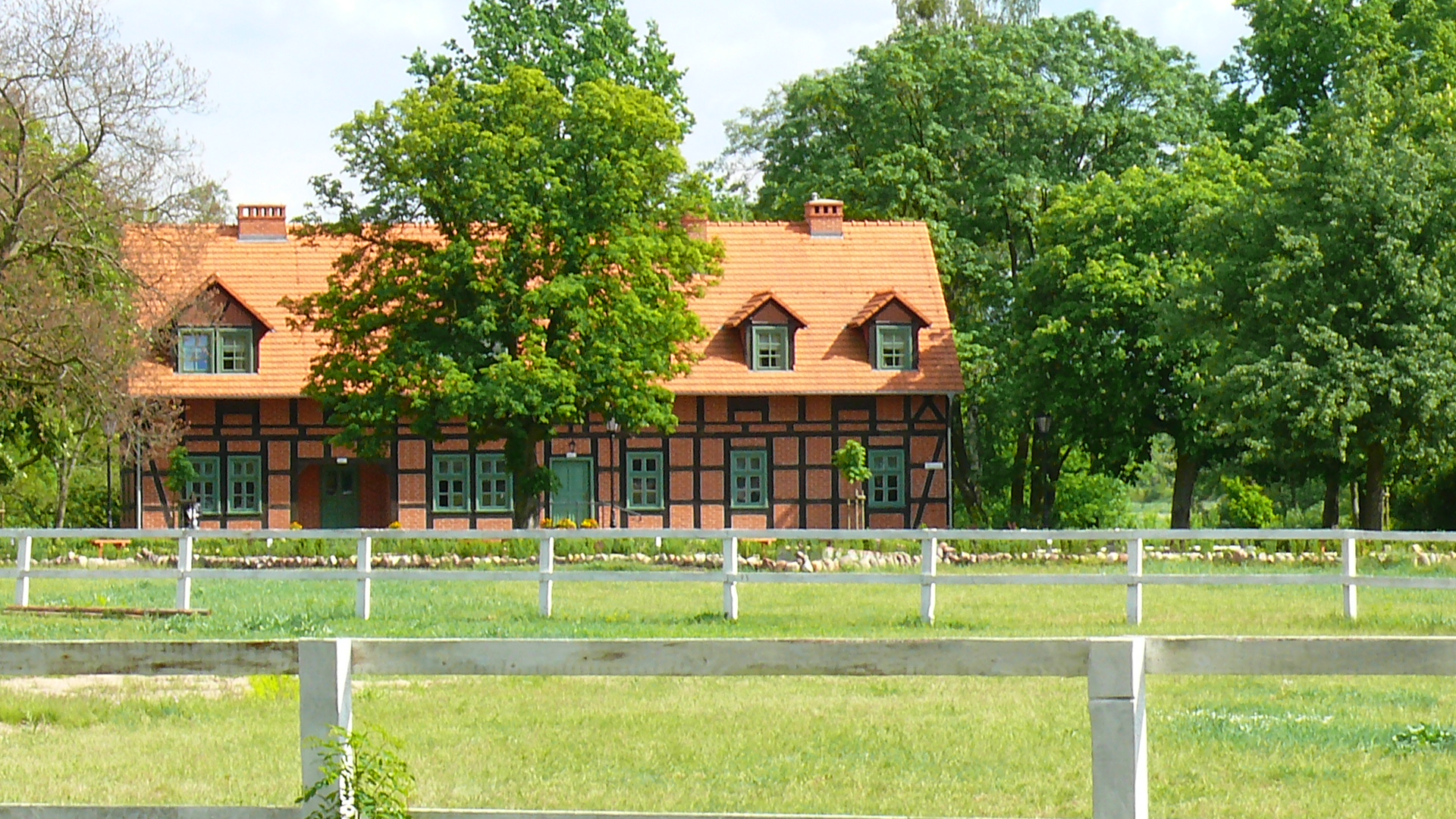
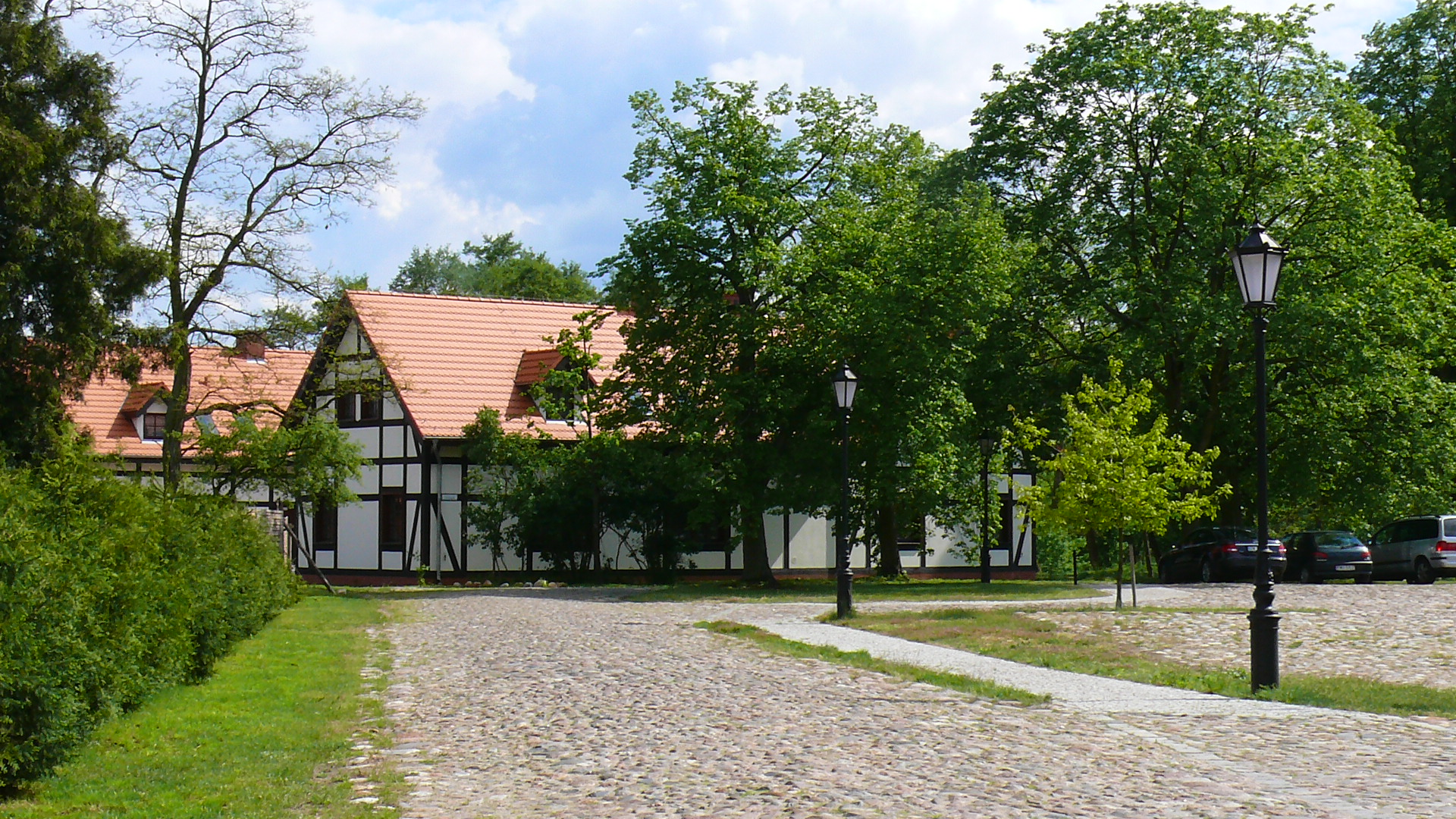
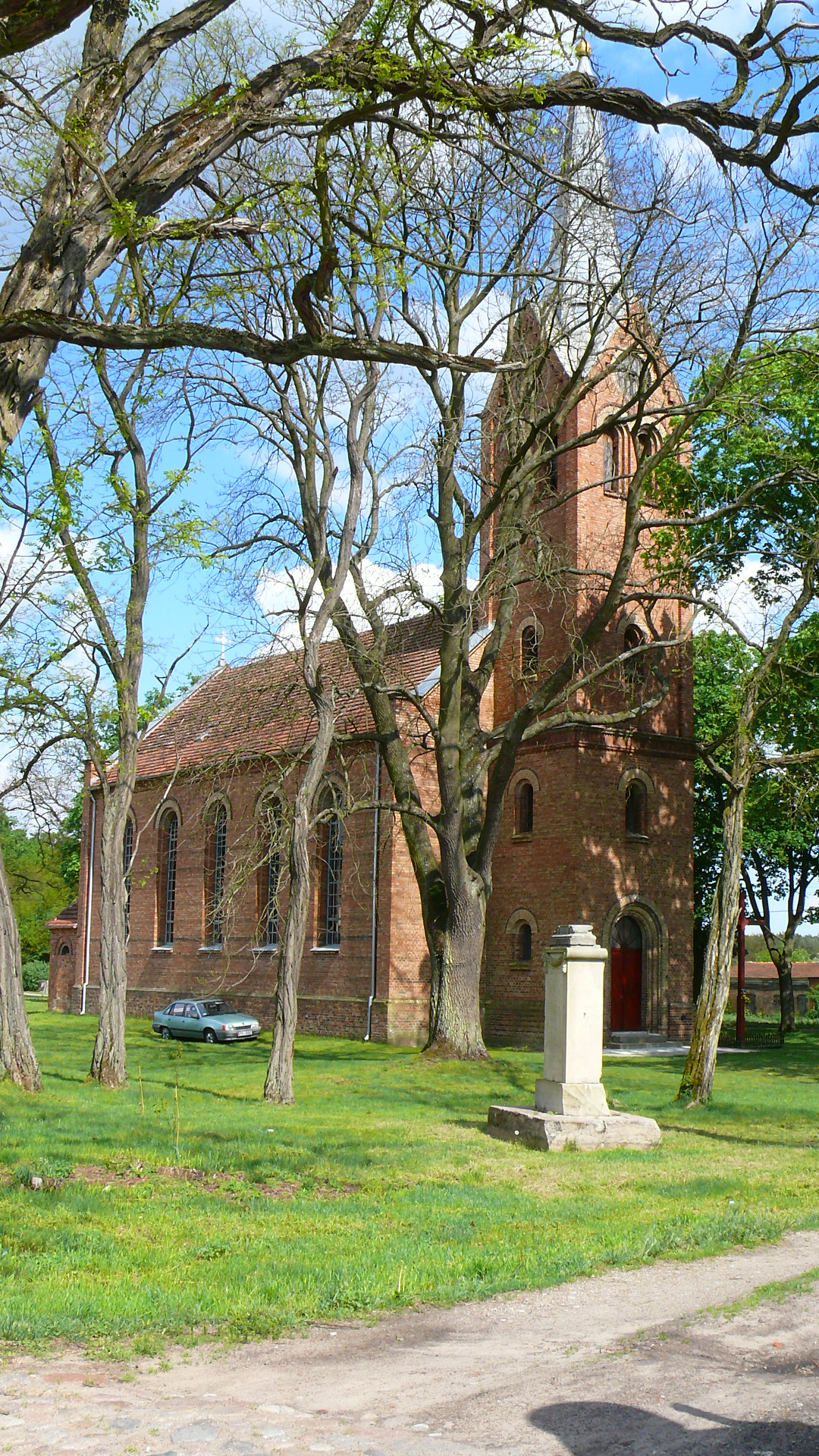